# Alessandro Chiti
Alessandro Chiti detto Voragine (Siena, 20 agosto 1972) è un fantino italiano.

## Vittorie
- Palio di Bientina: 1 vittoria (2005)
- Palio di Castiglion Fiorentino: 3 vittorie (2002, 2006, 2007)
- Palio di Ferrara: 2 vittorie (2008, 2010)
- Palio di Mordano: 4 vittorie (2000, 2001, 2002, 2003)
- Palio Casole d'Elsa: 2 Vittorie (2002: Contrada Merlo; 2003-2005: Contrada Pievalle)
- Palio di Cappella Maggiore: 1 vittoria (2010)
- Palio dei 10 Comuni di Montagnana: 3 vittorie (2002, 2010, 2012)
- Palio di San Pietro (Abbiategrasso): 2 vittorie (2013, 2015)

## Presenze al Palio di Siena
Le vittorie sono evidenziate ed indicate in neretto.
| Palio          | Contrada | Cavallo      | Note   |
| -------------- | -------- | ------------ | ------ |
| 2 luglio 1995  | Bruco    | Fabio's Lady |        |
| 2 luglio 2000  | Onda     | Valeska III  | scosso |
| 16 agosto 2003 | Lupa     | Baresi       |        |

## Presenze al Palio di Asti
| Palio | Rione, Borgo, Comune        | Cavallo            | Piazzamento              | Note               |
| ----- | --------------------------- | ------------------ | ------------------------ | ------------------ |
| 1995  | Rione San Paolo             | Dajuz              | eliminato in batteria    |                    |
| 1996  | Comune di Montechiaro       | Amalin             | 2°                       |                    |
| 1997  | Borgo Torretta              | Amalin             | eliminato in batteria    |                    |
| 1998  | Rione Santa Caterina        | Acqualura          | eliminato in batteria    |                    |
| 1999  | Rione San Martino San Rocco | Noble Nord         | eliminato in batteria    |                    |
| 2000  | Rione San Martino San Rocco |                    | squalificato in batteria | Palio del Giubileo |
| 2002  | Borgo San Pietro            | Sperone a Consavia | eliminato in batteria    |                    |
| 2003  | Borgo San Pietro            | Johnny             | eliminato in batteria    |                    |
| 2004  | Borgo San Pietro            | Vistamare          | 6°                       |                    |
| 2005  | Borgo San Pietro            | Venere             | eliminato in batteria    |                    |
| 2006  | Borgo San Pietro            | Imperatore Augusto | 5° (la coccarda)         |                    |
| 2007  | Comune di Baldichieri       | Lord Wellinghton   | eliminato in batteria    |                    |
| 2008  | Comune di Canelli           |                    | eliminato in batteria    |                    |
| 2009  | Rione San Paolo             | Grattacielo        | eliminato in batteria    |                    |
| 2012  | Borgo San Marzanotto        | Gas Gas            | 8°                       |                    |
| 2013  | Borgo San Marzanotto        | Ottovolante        | 5° (la coccarda)         |                    |
| 2014  | Borgo San Marzanotto        |                    | eliminato in batteria    |                    |
| 2015  | Borgo San Marzanotto        |                    | eliminato in batteria    |                    |